# Henry Ori
Henry Ravindredath (Henry) Ori (Paramaribo, 23 november 1961) is een Surinaams hoogleraar, onderwijskundige, bestuurder en oud-politicus. Hij studeerde in Nederland, waar hij ook zijn carrière begon, en keerde na bijna twintig jaar terug naar Suriname. Hij was sinds 2003 voorzitter van de UPS die tweemaal zonder resultaat aan de verkiezingen meedeed en werd in 2013 lid van de VHP. Hij was als hoogleraar en bestuurslid verbonden aan de AdeKUS tot hij in 2022 werd aangesteld als ambassadeur in Frankrijk. Hij is sinds 2 mei 2023 minister van Onderwijs, Wetenschap en Cultuur.

## Biografie

### Studie en carrièrestart in Nederland
Ori werd in 1961 geboren in Paramaribo en ging in 1981 voor studie naar Nederland. Hij studeerde  informatica aan de Hogere Informatica Opleiding (HIO) in Enschede, toegepaste onderwijskunde aan de Universiteit Twente en public management aan de Erasmus Universiteit Rotterdam. Hij specialiseerde zich in humanresourcesdevelopment, bedrijfsopleidingen en curriculumtechnologie en deed zijn doctoraalopdracht bij Philips. Hij werkte in de loop van de jaren voor Philips, de Hogeschool Utrecht, de Gemeente Amsterdam en de Gemeente Rotterdam, meermaals als sectorhoofd, en voor Watergraafsmeer als stadsdeelsecretaris.

### Terugkeer in Suriname
In 2000 keerde hij terug naar Suriname. Hij werkte als (beleids)adviseur voor de ministeries van Planning en Ontwikkelingssamenwerking (PLOS) en Onderwijs en Volksontwikkeling (MINOV), en voor Ernst en Young (BDO).

### Unie van Progressieve Surinamers
Vanaf de oprichting in 2003 was Ori voorzitter van de Unie van Progressieve Surinamers (UPS). De partij deed in samenwerkingsverband mee aan de verkiezingen van 2005 en van 2010, maar verwierf geen zetels in De Nationale Assemblée. In 2010 was hij tevens voorzitter van de alliantie Middenblok, die als VolksAlliantie de verkiezingen inging. In 2013 liet hij de UPS opgaan in de Vooruitstrevende Hervormings Partij (VHP).

### Promotie en onderwijsveld
Daarnaast begon hij aan de Anton de Kom Universiteit van Suriname (AdeKUS) als hoofddocent voor de studierichtingen agogische wetenschappen & onderwijskunde, sociologie en public management. Sinds 2011 maakt hij deel uit van het bestuur van de universiteit. Hij was programmacoördinator voor de MERSD (Master in Education and Research for Sustainable Development) die was opgezet vanuit de Vlaamse Interuniversitaire Raad-UOS.
Van 2002 tot 2008 was hij bestuursvoorzitter van de Stichting Toerisme Suriname (STS) van het ministerie van TCT. Sinds juni 2011 was hij ook een van de negen leden van de Nationale Accreditatie Raad van het NOVA en verder was hij in deze jaren voorzitter van het Suriname College of Hospitality and Tourism. In september 2011 promoveerde hij op een proefschrift over toerisme in Suriname aan de Vrije Universiteit Brussel (VUB).

### Docent en hoogleraar
Vanaf 2012 was hij enige tijd als gastprofessor verbonden aan de VUB. Nadat hij zich sindsdien presenteerde als professor, raakte hij in een publieke aanvaring met Hubert Rampersad die de betekenis hiervan in twijfel trok. Vervolgens ontstond hierover een rel in de politiek en de media. Op 25 augustus 2021 werd Ori geïnstalleerd als hoogleraar aan de AdeKUS, voor de leerstoel onderwijskunde met betrekking tot onderwijsbeleid en onderwijsinnovatie. Tijdens dezelfde ceremonie aanvaardde ook zijn oudere zus Lydia Vydjiawatie Ori het hoogleraarschap op de universiteit.

### SER en diaspora
Sinds hij zijn partij UPS in 2013 liet opgaan in de VHP, werd hij ook actief voor de VHP. Hij is lid van de redactiecommissie en van het hoofdbestuur, en werd kort voor de verkiezingen van 2020 voorzitter van een partijcommissie die alternatieven in het onderwijsveld uitwerkte.
Na het aantreden van het kabinet-Santokhi werd hij in september 2020 benoemd tot plaatsvervangend lid van de Sociaal-Economische Raad (SER). Een maand later kreeg hij de leiding over de presidentiële commissie Diasporakapitaal en Diasporabank, waarmee de regering het doel heeft om de Surinaamse diaspora meer te betrekken bij de ontwikkeling van Suriname. Op 8 januari 2021 overhandigde hij het rapport aan president Santokhi.

### Ambassadeur en minister
In februari 2022 werd hij door president Chan Santokhi beëdigd als ambassadeur in Frankrijk; hij overhandigde zijn geloofsbrieven op 22 juli.
Hij is sinds 2 mei 2023 minister van Onderwijs, Wetenschap en Cultuur.